# 新宮神社 (甲賀市信楽町長野)

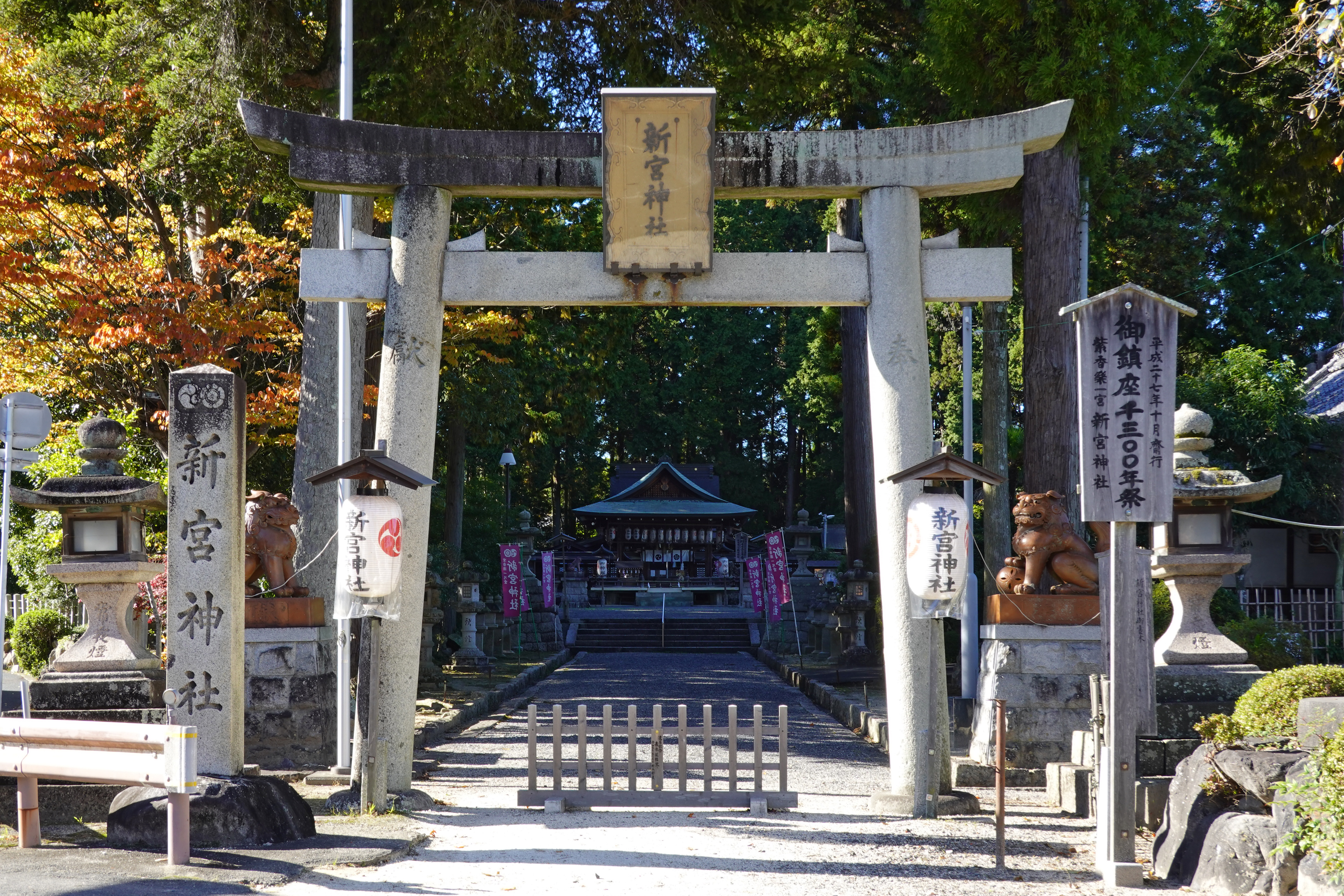
鳥居、参道

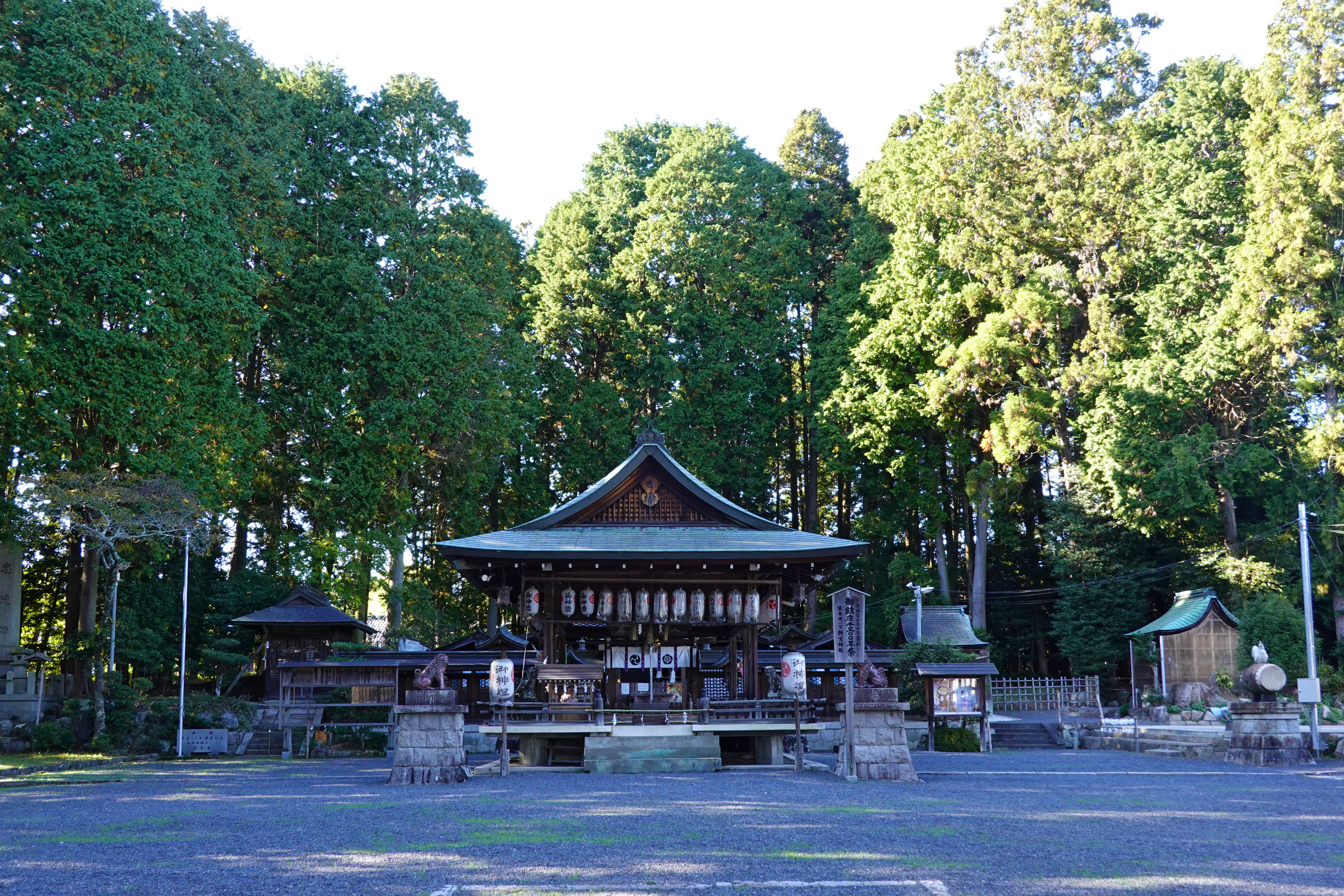
舞殿

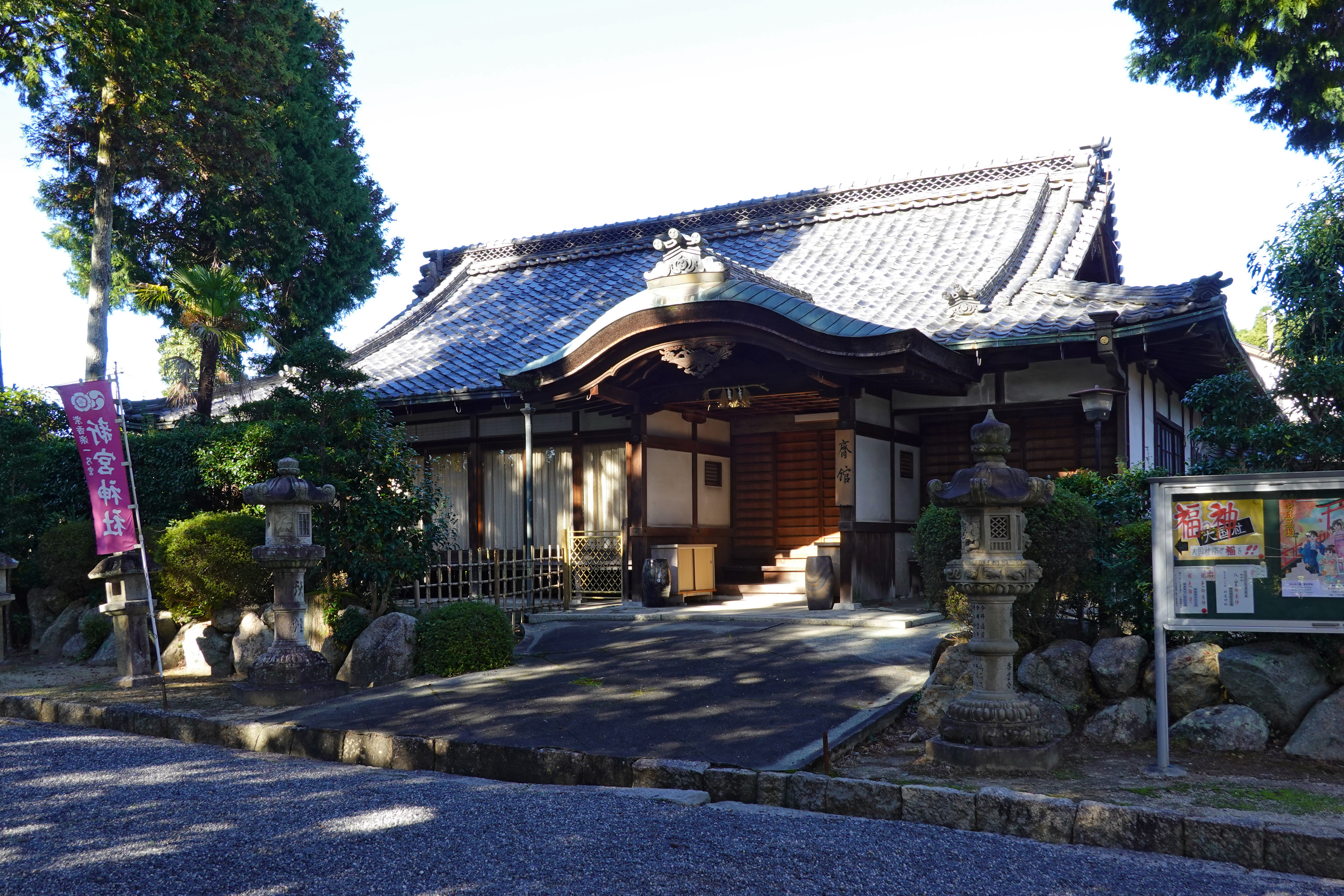
斉館

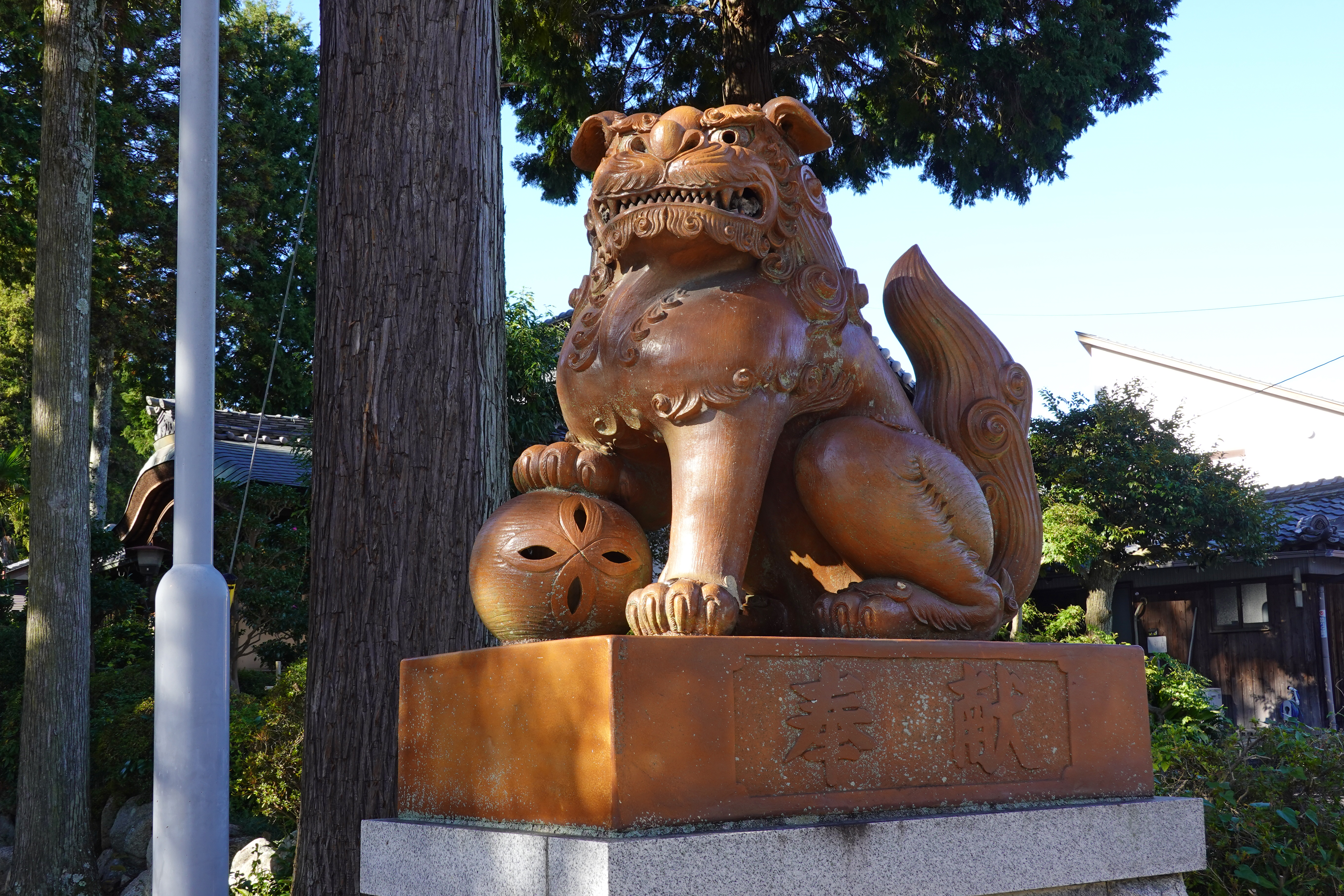
信楽焼の狛犬

新宮神社（しんぐうじんじゃ）は、滋賀県甲賀市にある神社。旧社格は郷社。紫香楽一宮、紫香楽一乃宮とも呼ばれている。

## 祭神
- 主祭神 - 素戔嗚尊、櫛稲田姫尊、大山津見神

## 歴史
当社は霊亀元年（715年）9月に長野東出の滝谷（信楽高原鐵道信楽駅の南東）に創建されたという。それ以来、信楽町大字長野、神山、江田、小川の産土神として尊崇され、新宮大明神とも尊称された。また、近衛家を始めとして近江国の守護大名六角氏等の信仰も篤く、代々当社に神領等の寄進があった。 
南北朝時代の建武3年（1336年）に兵火で焼失するが、その後再建された。江戸時代初期に現在地に移転するが、後に大風のために本殿が大破する。
寛文2年（1662年）12月24日に再建されたが、その後寛保3年（1743年）11月19日に再建されている。
1876年（明治9年）10月に村社に列せられると、1913年（大正2年）4月10日には神饌幣帛料供進神社に指定されている。1915年（大正4年）5月30日に信楽町大字長野字西出、字川東にそれぞれ「山神社」として二社鎮座していた大山津見神を合祀している。
1924年（大正13年）には郷社に昇格した。
信楽町長野の愛宕山山頂には境外摂社として愛宕神社・陶器神社・秋葉神社があるが、そのうちの愛宕神社から、慶長8年（1603年）に徳川家康によってその御分霊が江戸に移され現・東京都港区の愛宕神社が創建されている。

## 境内
- 本殿 - 寛保3年（1743年）11月19日に再建。
- 幣殿
- 中門
- 舞殿
- 祭具庫
- 清々館
- 斎館
- 社務所

### 摂末社
- 御神木社
- 大國社 - 祭神：大国主大神。田所神社とも呼ばれる。
- 神武社
- 境外社 
  - 愛宕神社・陶器神社・秋葉神社 - 愛宕神社祭神：火産霊命、陶器神社祭神：天日鉾命。秋葉神社祭神：埴山姫命。摂社。

## 文化財

### 県選択無形民俗文化財
- 甲賀の祇園花行事 - 14箇所あり各保存会によって守られている。そのうちの「新宮神社の花振神事」が当社で行われる。

### 甲賀市指定有形文化財
- 鰐口 - 文安5年（1448年）作。

## 祭事
- 5月 例大祭
- 7月 祇園祭 花振神事
- 7月 しがらき 火祭り

## アクセス
- 信楽高原鐵道信楽線信楽駅から徒歩10分。